# Дифференцировка клеток
Дифференцировка клеток — процесс реализации генетически обусловленной программы формирования специализированного фенотипа клеток, отражающего их способность к тем или иным профильным функциям. Дифференцировка меняет функцию клетки, её размер, форму и метаболическую активность.
Фенотип клеток — результат координированной экспрессии (то есть согласованной функциональной активности) определённого набора генов. В процессе дифференцировки менее специализированная клетка становится более специализированной. Например, моноцит развивается в макрофаг, промиобласт развивается в миобласт, который формирует мышечное волокно, образуя синцитий. Деление, дифференцировка и морфогенез — основные процессы, обеспечивающие развитие из одиночной клетки (зиготы) многоклеточного организма, содержащего клетки самых разнообразных видов.
Дифференцировка клеток происходит не только в эмбриональном развитии, но и во взрослом организме (при кроветворении, сперматогенезе, регенерации поврежденных тканей).

## Потентность

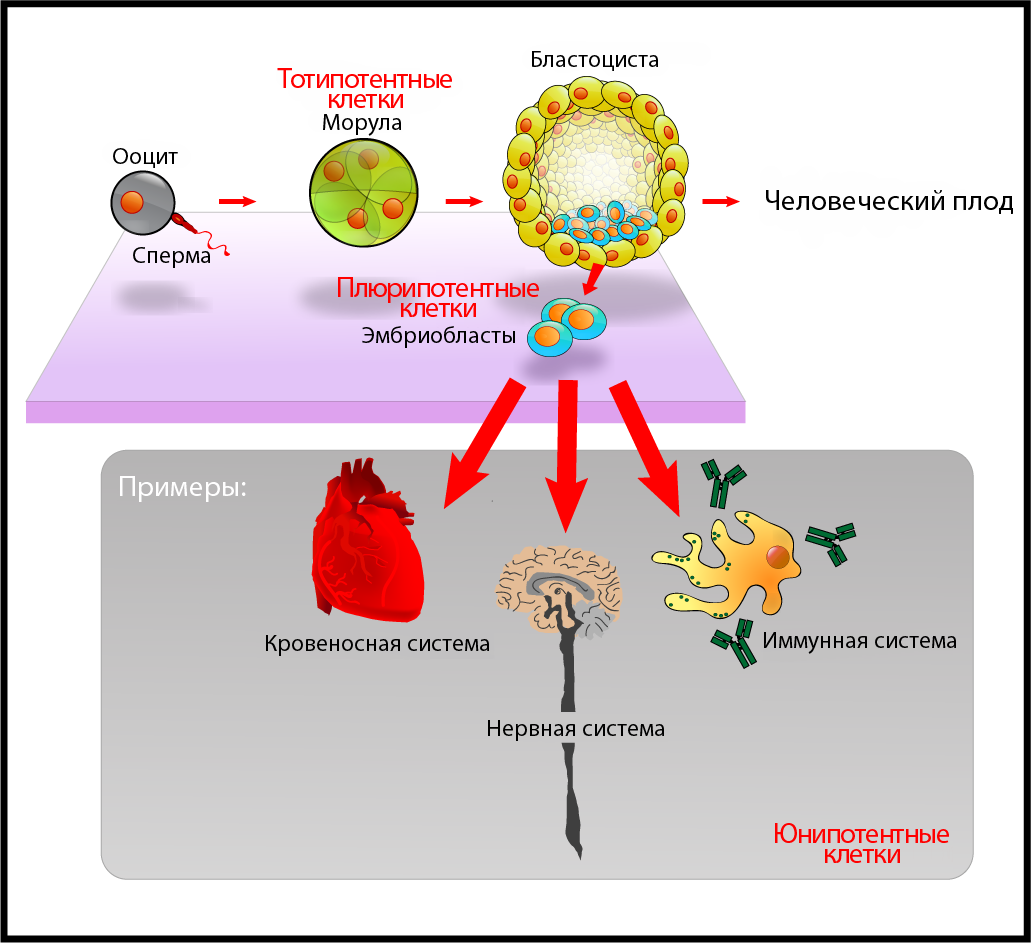
Дифференцировка в процессе развития эмбриона

Общее название для всех клеток, ещё не достигших окончательного уровня специализации (то есть способных дифференцироваться), — стволовые клетки.
Степень дифференцированности клетки (её «потенция к развитию») называется потентностью.
Клетки, способные дифференцироваться в любую клетку взрослого организма, кроме плаценты и желточного мешка, называют плюрипотентными. Плюрипотентными являются, например, клетки внутренней клеточной массы бластоцисты млекопитающих. Для обозначения культивируемых in vitro плюрипотентных клеток, получаемых из внутренней клеточной массы бластоцисты, используется термин «эмбриональные стволовые клетки». Зигота и бластомеры являются тотипотентными, так как они могут дифференцироваться в любую клетку, в том числе и в экстраэмбриональные ткани.

## Дифференцировка клеток млекопитающих
Самая первая дифференцировка в процессе развития эмбриона происходит на этапе формирования бластоцисты, когда однородные клетки морулы разделяются на два клеточных типа: внутренний эмбриобласт и внешний трофобласт. Трофобласт участвует в имплантации эмбриона и даёт начало эктодерме хориона (одна из тканей плаценты). Эмбриобласт даёт начало всем прочим тканям эмбриона. По мере развития эмбриона клетки становятся всё более специализированными (мультипотентные, унипотентные), пока не станут окончательно дифференцировавшимися клетками, обладающими конечной функцией, как например, мышечные клетки. В организме человека насчитывается порядка 220 различных типов клеток.
Небольшое количество клеток во взрослом организме сохраняют мультипотентность. Они используются в процессе естественного обновления клеток крови, кожи и др., а также для замещения повреждённых тканей. Так как эти клетки обладают двумя основными функциями стволовых клеток — способностью обновляться, поддерживая мультипотентность, и способностью дифференцироваться — их называют взрослыми стволовыми клетками.

## Дедифференцировка
Дедифференцировка — процесс, обратный дифференцировке. Частично или полностью дифференцировавшаяся клетка возвращается в менее дифференцированное состояние. Обычно является частью регенеративного процесса и чаще наблюдается у низших форм животных, а также у растений. Например, при повреждении части растения клетки, соседствующие с раной, дедифференцируются и интенсивно делятся, формируя каллус. При помещении в определённые условия клетки каллуса дифференцируются в недостающие ткани. Так при погружении черенка в воду из каллуса формируются корни. С некоторыми оговорками к явлению дедифференцировки можно отнести опухолевую трансформацию клеток.